# My Oh My
"My Oh My" er den tredje single fra den danske dance-popgruppe Aqua, og den fjerde udgivelse i England. Singlen, der er fra albummet Aquarium, blev oprindeligt udgivet i februar 1997 før den blev udgivet i England som opfølger til tre nummer-et singler i træk i august 1998. Den er derfor deres fjerde udgivelse i England.
Ligesom mange andre Aqua-sange indeholder sangen vokaler fra både Lene Nystrøm og Rene Dif. Videoen til singlen viste de fire medlemmer af bandet på et piratskib, hvor Lene var blevet taget til fange af gruppens andre medlemmer (der spiller pirater), før hun vender situationen på hovedet og overtager kontrollen. Derefter tager gruppen ud og finder en skat. Videoen var en af fem Aqua-videoer, der er blevet instrueret af Peder Pedersen.[kilde mangler]
Singlen nåede en topplacering som nummer 6 i England, hvilket gav den titlen som den dårligst sælgende single fra Aquarium på det tidspunkt, selvom Good Morning Sunshine, den femte single, ville sælge endnu dårligere og kun nå en placering som nummer 18.

## Numre
1. "My Oh My" (Radio Edit) [03:22]
2. "My Oh My" (Extended Version) [05:03]
3. "My Oh My" (Disco 70's Mix) [03:23]
4. "My Oh My" (Spike, Clyde'n'Eightball Club Mix) [05:02]
5. "My Oh My" (H2O Club Mix) [07:32]
6. Original Spinet Theme* [00:59]
7. "My Oh My" [3:16]

* En kort instrumentalversion af nummeret fra de tidlige stadier af produktionen.

## Hitlister
| Belgien (Ultratop 50 Flanderen)              | 14     |                |    |
| Belgien (Ultratop 50 Vallonien)              | 3      |                |    |
| Danmark (IFPI)                               | 1      |                |    |
| Frankrig (SNEP)                              | 4      |                |    |
| Holland (Single Top 100)                     | 17     |                |    |
| Holland (Dutch Top 40)                       | 12 \|- | Ireland (IRMA) | 30 |
| Italien (FIMI)                               | 12     |                |    |
| New Zealand (RIANZ)                          | 17     |                |    |
| Norge (VG-lista)                             | 20     |                |    |
| Schweiz (Schweizer Hitparade)                | 19     |                |    |
| Storbritannien (The Official Charts Company) | 6      |                |    |
| Spanien (AFYVE)                              | 6      |                |    |
| Sverige (Sverigetopplistan)                  | 4      |                |    |
| Tyskland (Official German Charts)            | 12     |                |    |
| Østrig (Ö3 Austria Top 40)                   | 15     |                |    |